# Pachydema demoflysi
Pachydema demoflysi är en skalbaggsart som beskrevs av Joseph Henri Adelson Normand 1936.
Pachydema demoflysi ingår i släktet Pachydema och familjen Melolonthidae. Inga underarter finns listade i Catalogue of Life.